# Stanford University Men's Volleyball 2014
Questa voce raccoglie le informazioni riguardanti la Stanford University Men's Volleyball nella stagione 2014.

## Stagione
La stagione 2013 è l'ottava alla guida del programma per coach John Kosty, affiancato per il terzo anno consecutivo da Ken Shibuya nelle vesti di allenatore associato; il resto dello staff è composto da Daniel Rasay, come di assistente allenatore, ed Eric Arriaga e Crystal Grover, entrambi nel ruolo di assistente studente. Sono quattro i nuovi volti nella rosa dei Cardinal, a fronte di due sole partenze.
La stagione si apre il 4 gennaio 2014 alla Rob Gym di Santa Barbara, con la vittoria in quattro set ai danni della University of California, Los Angeles, seguito da due successi interni, interrotti proprio in casa della UCLA. A questa sconfitta ne seguono altre due, tutte fuori casa, prima del successo esterno sulla California Baptist University, seguito tuttavia dalla sconfitta casalinga contro la California State University, Long Beach. Ad inizio febbraio i Cardinal riescono ad infilare un filotto di quattro successi, interrotto però dalla sconfitta a domicilio contro la Brigham Young University, dopo il quale arrivano una vittoria e due sconfitte, prima di chiudere la stagione regolare con ben nove successi in fila, che permettono ai Cardinal di accedere al Torneo MPSF come testa di serie numero 3.
Al torneo di conference il programma elimina ai quarti di finale i campioni NCAA in carica della University of California, Irvine, vincendo contro la testa di serie numero 6 per 3-2, per poi eliminare i numeri 2 del tabellone della Pepperdine University con un perentorio 3-0; è tuttavia con lo stesso risultato che però cedono in finale contro i numeri 1 della Brigham Young University.
Nonostante la sconfitta in finale di conference, i Cardinal accedono comunque alla Final Six, ricevendo una delle due Wild Card per il torneo, al quale partecipano nuovamente come testa di serie numero 3. Ai quarti di finale superano con un facile 3-0 le resistenze dello Erskine College, per poi superare dopo una battaglia conclusasi solo al tie break i Cougars della Brigham Young, prendendosi così la rivincita dopo la finale del Torneo MPSF. Nella finalissima però cedono in quattro set ai padroni di casa e testa di serie numero 1 del torneo della Loyola University Chicago, vincitori così del proprio primo titolo NCAA.
Nel corso della stagione si distinguono particolarmente tra i giocatori Brian Cook e James Shaw, che collezionano quattro premi individuali ciascuno. Tra gli altri ricevono qualche riconoscimento anche Steven Irvin, Conrad Kaminski ed Eric Mochalski.

## Organigramma societario
Area direttiva
- Presidente: Bob Bowlsby

Area tecnica
- Allenatore: John Kosty
- Allenatore associato: Ken Shibuya
- Assistente allenatore: Daniel Rasay
- Assistente allenatore studente: Eric Arriaga, Crystal Grover

## Rosa
| N° | Nome            | Ruolo | Data di nascita | Nazionalità sportiva | Anno      |
| -- | --------------- | ----- | --------------- | -------------------- | --------- |
| 1  | Joe Ctvrtlik    | P     |                 | Stati Uniti          | Sophomore |
| 2  | Cole Fiers      | S     |                 | Stati Uniti          | Freshman  |
| 3  | Kevin Rakestraw | C     | 26 luglio 1995  | Stati Uniti          | Freshman  |
| 4  | Conrad Kaminski | C     | 27 marzo 1994   | Stati Uniti          | Sophomore |
| 5  | Gabriel Vega    | S     |                 | Stati Uniti          | Sophomore |
| 6  | Grant Delgado   | L     |                 | Stati Uniti          | Junior    |
| 7  | Denny Falls     | C     |                 | Stati Uniti          | Senior    |
| 8  | James Shaw      | P/S   | 5 marzo 1994    | Stati Uniti          | Sophomore |
| 9  | Alex Stephanus  | C/O   |                 | Stati Uniti          | Sophomore |
| 10 | Brian Cook      | S     | 6 gennaio 1992  | Stati Uniti          | Senior    |
| 11 | Daniel Tublin   | S     | 10 maggio 1992  | Stati Uniti          | Junior    |
| 12 | Steven Irvin    | S     | 11 agosto 1991  | Stati Uniti          | Senior    |
| 13 | Eric Mochalski  | C/O   | 31 luglio 1992  | Stati Uniti          | Senior    |
| 14 | Spencer Haly    | C     |                 | Stati Uniti          | Junior    |
| 15 | Matt Aiello     | C     |                 | Stati Uniti          | Junior    |
| 16 | Scott Sakaida   | L     |                 | Stati Uniti          | Senior    |
| 17 | Madison Hayden  | S     |                 | Stati Uniti          | Sophomore |
| 18 | Clay Jones      | S     |                 | Stati Uniti          | Freshman  |
| 19 | Sean Kemper     | C     |                 | Stati Uniti          | Junior    |
| 21 | Colin McCall    | S     |                 | Stati Uniti          | Freshman  |

## Mercato
| Acquisti | Acquisti        | Acquisti             | Acquisti   |
| R.       | Nome            | da                   | Modalità   |
| -------- | --------------- | -------------------- | ---------- |
| P        | Cole Fiers      | Palos Verdes HS      | definitivo |
| C        | Kevin Rakestraw | Newport Harbor HS    | definitivo |
| S        | Clay Jones      | La Jolla High School | definitivo |
| S        | Colin McCall    | Vistamar High School | definitivo |

| Cessioni | Cessioni     | Cessioni | Cessioni |
| R.       | Nome         | a        | Modalità |
| -------- | ------------ | -------- | -------- |
| S        | Jake Kneller | -        | ritirato |
| S        | Eric Arriaga | -        | ritirato |

## Risultati

### Division I NCAA

#### Regular season
| 4 gennaio 2014 Rob Gym, Santa Barbara            | Stanford            | 3 - 1 | UC Los Angeles      | 22-25, 25-18, 25-20, 25-22        |
| 10 gennaio 2014 Maples Pavilion, Stanford        | Stanford            | 3 - 1 | Lewis               | 25-16, 21-25, 25-19, 25-23        |
| 11 gennaio 2014 Burnham Pavilion, Stanford       | Stanford            | 3 - 0 | Grand Canyon        | 25-20, 25-17, 25-18               |
| 17 gennaio 2014 Pauley Pavilion, Los Angeles     | UC Los Angeles      | 3 - 2 | Stanford            | 23-25, 25-22, 25-23, 31-29, 15-11 |
| 18 gennaio 2014 Rob Gym, Santa Barbara           | UC Santa Barbara    | 3 - 2 | Stanford            | 25-13, 21-25, 12-25, 25-23, 15-12 |
| 24 gennaio 2014 Smith Fieldhouse, Provo          | Brigham Young       | 3 - 1 | Stanford            | 25-20, 16-25, 25-23, 25-21        |
| 25 gennaio 2014 Van Dyne Gym, Riverside          | California Baptist  | 0 - 3 | Stanford            | 15-25, 18-25, 18-25               |
| 31 gennaio 2014 Maples Pavilion, Stanford        | Stanford            | 2 - 3 | CSU Long Beach      | 25-17, 27-25, 18-25, 18-25, 11-15 |
| 1 febbraio 2014 Maples Pavilion, Stanford        | Stanford            | 3 - 0 | CSU Northridge      | 25-21, 25-18, 25-19               |
| 7 febbraio 2014 Maples Pavilion, Stanford        | Stanford            | 3 - 0 | UC San Diego        | 25-14, 25-16, 25-16               |
| 8 febbraio 2014 Maples Pavilion, Stanford        | Stanford            | 3 - 0 | UC Irvine           | 25-20, 25-21, 25-19               |
| 12 febbraio 2014 Alex G. Spanos Center, Stockton | Pacific             | 0 - 3 | Stanford            | 25-19, 26-24, 25-17               |
| 15 febbraio 2014 Maples Pavilion, Stanford       | Stanford            | 2 - 3 | Brigham Young       | 22-25, 25-20, 21-25, 25-20, 7-15  |
| 21 febbraio 2014 Maples Pavilion, Stanford       | Stanford            | 3 - 0 | UC Santa Barbara    | 25-17, 25-18, 25-17               |
| 24 febbraio 2014 Maples Pavilion, Stanford       | Stanford            | 2 - 3 | UC Los Angeles      | 23-25, 26-28, 25-20, 25-19, 15-17 |
| 28 febbraio 2014 Walter Pyramid, Long Beach      | CSU Long Beach      | 3 - 1 | Stanford            | 25-27, 25-23, 25-18, 25-23        |
| 1 marzo 2014 The Matadome, Los Angeles           | CSU Northridge      | 0 - 3 | Stanford            | 20-25, 17-25, 22-25               |
| 7 marzo 2014 Firestone Fieldhouse, Malibù        | Pepperdine          | 1 - 3 | Stanford            | 21-25, 25-15, 26-28, 21-25        |
| 9 marzo 2014 Galen Center, Los Angeles           | Southern California | 0 - 3 | Stanford            | 15-25, 14-25, 22-25               |
| 14 marzo 2014 Maples Pavilion, Stanford          | Stanford            | 3 - 0 | Hawaii              | 25-19, 25-17, 26-24               |
| 15 marzo 2014 Maples Pavilion, Stanford          | Stanford            | 3 - 2 | Hawaii              | 25-23, 25-13, 17-25, 21-25, 15-7  |
| 27 marzo 2014 Maples Pavilion, Stanford          | Stanford            | 3 - 1 | Southern California | 25-21, 25-23, 22-25, 25-20        |
| 28 marzo 2014 Maples Pavilion, Stanford          | Stanford            | 3 - 0 | Pepperdine          | 25-21, 25-18, 25-19               |
| 3 aprile 2014 Maples Pavilion, Stanford          | Stanford            | 3 - 0 | Pacific             | 25-17, 25-18, 25-21               |
| 4 aprile 2014 Maples Pavilion, Stanford          | Stanford            | 3 - 0 | California Baptist  | 25-13, 25-14, 25-15               |
| 11 aprile 2014 Bren Center, Irvine               | UC Irvine           | 2 - 3 | Stanford            | 21-25, 25-21, 21-25, 25-19, 13-15 |
| 12 aprile 2014 RIMAC Arena, La Jolla             | UC San Diego        | 1 - 3 | Stanford            | 20-25, 18-25, 25-20, 23-25        |

#### Torneo MPSF
| 19 aprile 2014 - Quarti di finale Maples Pavilion, Stanford | Stanford #3      | 3 - 2 | UC Irvine #6 | 28-30, 25-22, 25-15, 17-25, 15-13 |
| 24 aprile 2014 - Semifinale Smith Fieldhouse, Provo         | Pepperdine #2    | 0 - 3 | Stanford #3  | 16-25, 19-25, 16-25               |
| 26 aprile 2014 - Finale Smith Fieldhouse, Provo             | Brigham Young #1 | 3 - 0 | Stanford #3  | 25-23, 25-22, 25-22               |

#### Final Six
| 29 aprile 2014 - Quarti di finale Belk Arena, Due West      | Stanford #3       | 3 - 0 | Erskine #6  | 25-14, 25-16, 25-16               |
| 1 maggio 2014 - Semifinale Joseph J. Gentile Arena, Chicago | Brigham Young #2  | 2 - 3 | Stanford #3 | 18-25, 25-21, 25-22, 27-29, 12-15 |
| 3 maggio 2014 - Finale Joseph J. Gentile Arena, Chicago     | Loyola Chicago #1 | 3 - 1 | Stanford #3 | 25-17, 19-25, 25-19, 25-15        |

## Statistiche

### Statistiche di squadra
| Competizione    | Punti | In casa | In casa | In casa | In trasferta | In trasferta | In trasferta | Campo neutro | Campo neutro | Campo neutro | Totale | Totale | Totale |
| Competizione    | Punti | G       | V       | P       | G            | V            | P            | G            | V            | P            | G      | V      | P      |
| --------------- | ----- | ------- | ------- | ------- | ------------ | ------------ | ------------ | ------------ | ------------ | ------------ | ------ | ------ | ------ |
| NCAA Division I | .792  | 33      | 24      | 9       | 16           | 13           | 3            | 12           | 7            | 5            | 5      | 4      | 1      |
| Totale          | .792  | 33      | 24      | 9       | 16           | 13           | 3            | 12           | 7            | 5            | 5      | 4      | 1      |

G = partite giocate; V = partite vinte; P = partite perse

### Statistiche dei giocatori
| Giocatore    | Division I NCAA | Division I NCAA | Division I NCAA | Division I NCAA | Division I NCAA | Totale | Totale | Totale | Totale | Totale |
| Giocatore    | P               | PT              | AV              | MV              | BV              | P      | PT     | AV     | MV     | BV     |
| ------------ | --------------- | --------------- | --------------- | --------------- | --------------- | ------ | ------ | ------ | ------ | ------ |
| M. Aiello    | 2               | 1               | 0               | 0               | 1               | 2      | 1      | 0      | 0      | 1      |
| B. Cook      | 32              | 519,5           | 461             | 41,5            | 17              | 32     | 519,5  | 461    | 41,5   | 17     |
| J. Ctvrtlik  | 10              | 1               | 0               | 1               | 0               | 10     | 1      | 0      | 1      | 0      |
| G. Delgado   | 31              | 1               | 1               | 0               | 0               | 31     | 1      | 1      | 0      | 0      |
| D. Falls     | 18              | 91,5            | 62              | 28,5            | 1               | 18     | 91,5   | 62     | 28,5   | 1      |
| C. Fiers     | -               | -               | -               | -               | -               | -      | -      | -      | -      | -      |
| S. Haly      | 26              | 112,5           | 74              | 34,5            | 4               | 26     | 112,5  | 74     | 34,5   | 4      |
| M. Hayden    | 19              | 14,5            | 9               | 1,5             | 4               | 19     | 14,5   | 9      | 1,5    | 4      |
| S. Irvin     | 32              | 458             | 394             | 29              | 35              | 32     | 458    | 394    | 29     | 35     |
| C. Jones     | -               | -               | -               | -               | -               | -      | -      | -      | -      | -      |
| C. Kaminski  | 31              | 269,5           | 183             | 66,5            | 20              | 31     | 269,5  | 183    | 66,5   | 20     |
| S. Kemper    | 3               | 3,5             | 3               | 0,5             | 0               | 3      | 3,5    | 3      | 0,5    | 0      |
| C. McCall    | -               | -               | -               | -               | -               | -      | -      | -      | -      | -      |
| E. Mochalski | 32              | 328,5           | 272             | 23,5            | 33              | 32     | 328,5  | 272    | 23,5   | 33     |
| K. Rakestraw | -               | -               | -               | -               | -               | -      | -      | -      | -      | -      |
| S. Sakaida   | 28              | 0               | 0               | 0               | 0               | 28     | 0      | 0      | 0      | 0      |
| J. Shaw      | 32              | 194             | 117             | 46              | 31              | 32     | 194    | 117    | 46     | 31     |
| A. Stephanus | 3               | 3               | 2               | 0               | 1               | 3      | 3      | 2      | 0      | 1      |
| D. Tublin    | 28              | 93,5            | 67              | 10,5            | 16              | 28     | 93,5   | 67     | 10,5   | 16     |
| G. Vega      | -               | -               | -               | -               | -               | -      | -      | -      | -      | -      |

P = presenze; PT = punti totali; AV = attacchi vincenti; MV = muri vincenti; BV = battute vincenti

NB: I muri singoli valgono una unità di punto, mentre i muri doppi e tripli valgono mezza unità di punto; anche i giocatori nel ruolo di libero sono impegnati al servizio

## Premi individuali
- Brian Cook:

All-America First Team
National All-Tournament Team
All-MPSF First Team
MPSF All-Tournament Team
- Steven Irvin:

All-America Second Team
All-MPSF First Team
- James Shaw:

All-America Second Team
National All-Tournament Team
All-MPSF First Team
MPSF All-Tournament Team
- Conrad Kaminski:

All-MPSF Second Team
- Eric Mochalski:

All-MPSF Second Team